# Орхан Гази
Орхан-бег или Орхан Гази или Орхан Хан (тур. Orhan Bey или Orhan Gazi; 5. јул 1281 — Бурса, 17. март 1362), је био други владар (бег) Османског царства од 1326. до 1362. године, владајући непуних 36 година. Орхан је рођен у Согуту као син бег Османа I и султаније Малхун Хатун. Орханов деда је био бег Ертугрул, а баба Халиме Хатун.
У раним годинама своје владавине, бег Орхан I је усредсредио своју енергију на освајање већег дела северозападне Анадолије. Већина ових области била је под византијском влашћу и он је добио своју прву битку код Пелеканона против византијског цара Андроника III Палеолога. Емир Орхан I је такође заузео земље Карасида од Баликесира и Ахија од Анкаре.
Низ грађанских ратова који су обележили почетак владавине деветогодишњег византијског цара Јована V Палеолога, били су од велике користи султану Орхану I. У византијском грађанском рату 1341–1347,године, намесник цар Јован VI Кантакузин је удао своју ћерку принцезу Теодору за султана Орхана I. Султан Орхан I је ангажовао османске ратнике против супарничких снага царице Ане Савојске, дозвољавајући им да пљачкају Тракију. У византијском грађанском рату 1352–1357. године, цар Јован VI Кантакузин је користио османске снаге против цара Јована V Палеолога, дајући им на коришћење европску тврђаву Цимпе око 1352. године. Снажан земљотрес разорио је Галипоље (савремени Гелиболу) две године касније, након чега је Орханов син, Сулејман-паша, заузео град, дајући Османлијама снажан мостобран у континенталној Европи.
Према муслиманском учењаку Ибн Батуту, султан Орхан I је био „највећи од туркоманских краљева и најбогатији богатством, земљом и војним снагама“.

## Долазак на власт
Султан Осман I Гази је умро 1323. или 1324. године, а Орхан га је наследио. Према османској традицији, када је султан Орхан I наследио оца, предложио је свом брату Алаедину да деле царство у настајању. Он је то одбио на основу тога што је њихов отац одредио Орхана као јединог наследника и што царство не би требало да буде подељено. Прихватио је за свој део само приходе једног села у близини Бурсе.
Султан Орхан I му је тада рекао: „Пошто, брате мој, нећеш узети стада која ти нудим, буди пастир мога народа; буди ми везир“. Реч везир, на османском језику, са арапског вазир, значила је носилац терета. Алаедин је, прихватајући ту функцију, прихватио је терет моћи свог брата, према оријенталним историчарима. Везир Алаедин, као и многи његови наследници на тој функцији, није често лично командовао војскама, али се бавио оснивањем и управљањем цивилним и војним институцијама државе.

## Државна организација
Османлије су престале да се понашају попут вазала владара Селџука и више нису печатирали новац њиховим ликом, нити су користили њихово име у јавним молитвама. Ове промене неки приписују самом султану Осману I, али велика већина оријенталних писаца их приписује везиру Алаедину, Орхановом брату. Такође му се приписују увођење закона који поштују различите субјекте царства и стварање и финансирање сталне војске регуларних трупа. Његовим саветом и саветом турског државника, формиран је прослављени јањичарски корпус, институција коју су европски писци погрешно и накнадно поправили и приписали султану Мурату I.

### Јањичари
Историчари говоре да је Алеадиново војно законодавство много допринело каснијим освајањима Османлија. За османски беглук је створио сталну војску, редовно плаћену и дисциплиновану пешадију и коњицу, и то много векова пре него што је краљ Шарл VII, основао своје прве сталне чете, које се сматрају првом модерном "стајаћом" војском.
Орханови претходници, бег Ертугрул и султан Осман I, ратовали су на челу наоружаних вазала и добровољаца. Ова војска се појављивала само када је требало да се бори, а потом би се распуштала. Везир Алаедин је био одлучан да Османлије буду успешне у својим освајањима, стога је створио пешадију која је постала стална и која је била уредно плаћена. Те трупе су се звале јаје, или пијаде. Били су подељени на десетине, стотине и хиљаде са својим заповедницима. Њихова плата је била велика, а њихов понос је забринуо остале државе око Османског царства. Из овога је произашао чувени јањичарски корпус, који се дуго сматрао пошасти Балкана и Централне Европе, све док га није укинуо султан Махмуд II 1826. године.
Чандарли, који је био Орханов рођак, је предложио султану Орхану I да створи војску у потпуности сачињену од деце из освојених места. Чандарли је тврдио:
| „ | Побеђени су подређени освајачу, који је законити владар над њима, њиховим земљама, њиховим добрима, њиховим женама и њиховом децом. Имамо право да са њима радимо, исто као и оно што радимо са својим; а третман који предлажем није само законит, већ и добронамеран. Присиљавајући их да се упишу у редове војске, мислимо и њихове привремене и сталне интересе, јер ће бити образовани и добити боље услове за живот. | ” |

Неки говоре да је установљено да би се супротставило моћи турског племства које је у очима Османлија порасло у снази, угледу и непоузданости. Други муслимани су били против тога, видећи девширму као грубо кршење права султанових немуслиманских поданика. Османски правни стручњаци покушали су да оправдају девширму на основу тога што регрутовани нису били „заштићени људи“ јер су њихови преци били покорени.
Такође је тврдио да ће формирање јањичара од покорене деце навести друге људе на усвајање, не само деце из покорених нација, већ и Османлије, који ће доћи као добровољци да се придруже војсци. Поступајући по овом савету, султан Орхан I је изабрао хиљаду најлепших дечака из освојених хришћанских породица. Регрути су обучавани у складу са њиховим индивидуалним способностима и запослени на радним местима од професионалних војника до великог везира. Ова пракса се наставила вековима, све до владавине султана Мехмета IV.

## Владавина

### Прва половина владавине
За првог везира свога царства, султан Орхан I је прогласио свога брата Алаедина. У младости је био јако повучен, али се после вратио на братов двор и вредно радио на организовању нове државе. Нарочиту пажњу је посветио финансијама, као главном извору државне снаге, почевши од 1328. године ковати Орханов новац. Његов задатак је био да са емирима склапа, дели и води бригу и послове владара. Уједно, био је и први носилац титуле — паша.
Само државно уређење у младој турској држави било је у основи демократско. Вредност људи се највише ценила по војничким вештинама, jер све што је постигао, султан Орхан I је, у ствари, постигао помоћу ратничке вредности Турака, који су свима традицијама били везани за ту врсту рада.
У првој половини своје владавине од 1326. до 1344. године, султан Орхан I је учврстио темеље своје владавине у Малој Азији, истовремено изграђујући своју војску. У исто време се распало Царство Селџука, и било је већим делом припојено Османском царству. 1337. године, султан Орхан I је покушао са 36 бродова да заузме Константинопољ, али је доживео понижавајући пораз.

#### Почетна проширења
Султан Орхан I је извршио инвазију на византијске територије у северозападној Анадолији. Прво, 1321. године, султан Орхан I је заузео Мудању, луку која повезује град Бурсу са обалом Мраморног мора. Затим је послао одред под Конур Алпом према западној обали Црног мора; други одред под Ачом Кочом да заузме Кочаели, и још један одред под Абдурахманом Газијем да заузме југоисточну обалу Мраморног мора. Затим је заузео Бурсу тако што је убедио њеног византијског команданта да пребегне. Евренос - бег постао је заповедник лаке коњице (акинџија), а он и његови синови и унуци предводили су османске трупе на Балкану. Када је Бурса заузета, султан Орхан I је послао коњицу према Босфору, заузевши византијске градове на обали Мраморног мора. Османска лака коњица је чак примећена дуж обале Босфора, а османске снаге су опселе Никеју (други град по важности после Константинопоља у Византијском царству).
Године 1329, византијски цар Андроник III предводио је најамничку војску да ослободи Никеју и поврати Кочаели. У бици која је уследила код Пелеканона (близу Никомедије, Битинија. Данас: Малтепе, Турска), 10. или 15. јуна, Орханове дисциплиноване трупе су разбиле Византијце. Након тога је цар Андроник III одустао од идеје да врати Кочаели и никада више није водио копнену битку против османских снага.
Никеја се предала султану Орхану I након трогодишње опсаде која је завршена 1331. године, султан Орхан I је заузео Никомедију 1337. године, султан Орхан I је дао команду над Никомедијом свом најстаријем сину, Сулејман-паши, који је руководио операцијама опсаде.
Године 1338. султан Орхан I је заузео Скадар; већи део северозападне Анадолије био је у османским рукама. Византинци су још увек контролисали приобални појас од Шила на Црном мору до Скадра и града Амастриса (сада Амасра) у Пафлагонији, али су они били толико раштркани и изоловани да нису представљали претњу за Османлије.
Године 1345. дошло је до промене стратегије. Уместо да осваја земљу од немуслимана, султан Орхан I је преузео турски емират Кареси (садашњи Баликесир и околина). Према исламској филозофији рата, области под исламском влашћу требале су да буду боравишта мира, а остале области пребивалишта рата. Вођење рата у ратним стаништима сматрало се добрим делом. Емират Кареси је била држава којом је управљао турски емир и њени главни становници су били Турци, тако да је била пребивалиште мира. Османлије су морале имати посебно оправдање за освајање муслиманских турских емирата.
У случају Каресија, владар је умро и оставио два сина чије су претензије на место емира била подједнако валидне. Тако је дошло до борбе између наоружаних присталица два принца претендента. Орханов изговор за инвазију био је да се понашао као доносилац мира. На крају инвазије османских трупа, два брата су потиснута у замак главног града Пергама (данас Бергама). Један је убијен, а други заробљен. Територије око Пергама и Палаеокастра (Баликесир) су припојене Орхановим поседима. Ово освајање је било посебно важно јер је Орханове територије довело до Чанакалеа, анадолске стране мореуза Дарданела.
Освајањем Каресија, скоро цела северозападна Анадолија је укључена у османски Беглук, а четири града Бурса, Никомедија, Никеја и Пергам постали су упоришта њене моћи. У овој фази његових освајања, Орханов Османски емират је имао четири провинције:
1. Првобитна област за доделу земљишта Согут и Ескисехир;
2. Худавендигар (Султанова област) област Бурсе и Изника;
3. Полуострво Коџа Ели око Измита;
4. Некадашња кнежевина Кареси око Баликесира и Бергаме.

### Друга половина владавине
У другом делу његове владавине, од 1344. до 1359. године, владавина султана Орхана I се распростирала до Тракије и Македоније. Он се заправо и сматра творцем Османског царства. Козе Михаило је био врло близак са њим, као вођа његове велике војске. Султан Орхан I је основао и изградио многе манастире, џамије и школе. Однос са Византијом је био проблематичан, па су често водили ратове. Султан Орхан I је наредио 1357. године свом сину Сулејман-паши да пређе Дарданеле. Он је тада заузео Галипоље, али је умро убрзо након тога. Султан Орхан I је умро у дубокој старости 1362. године.

#### Период консолидације
Двадесетогодишњи период мира уследио је након стицања Каресија. За то време, османски суверен је био активно заокупљен усавршавањем цивилних и војних институција које је увео његов брат, везир Алаедин, обезбеђивањем унутрашњег реда, оснивањем џамија и школа, као и изградњом огромних јавних здања, од којих многа још увек постоје. Султан Орхан I није наставио ни са каквим другим освајањима у Анадолији осим што је преузео Анкару од комерцијално-религијског братства Ахиса.
Општа дифузија турског становништва преко Анадолије, пре Османовог времена, углавном је била последица монголског освајања Централне Азије, Ирана, а затим и Источне Анадолије. Турски народи су основали бројне емирате након пропасти Анадолског султаната Рум, након његовог пораза од Илканата Монгола. Иако су сви били турски, сви су били ривали за доминантан статус у Анадолији.
После византијског пораза у бици код Пелеканона, султан Орхан I је развио пријатељске односе са царем Андроником III Палеологом и одржавао их са неким од његових наследника. Стога је османска власт доживела двадесетогодишњи период општег мировања.
Међутим, како је византијски грађански рат 1341–1347. године, распршио последње ресурсе Византијског царства, помоћне војске емира турских емирата су често позиване и ангажоване у Европи. Цар Јован VI Кантакузин је 1346. године признао султана Орхана I за најмоћнијег владара Турака. Тежио је да османске снаге трајно повеже са својим интересима, и надао се да ће то постићи тако што ће своју другу кћер, Теодору, удати за њиховог владара, упркос разликама у вероисповести и разликама у годинама. Међутим, у византијској и западноевропској историји, династички бракови су били сасвим уобичајени и има много примера који су били много чуднији.
Сјај венчања између султана Орхана I Османоглуа и принцезе Теодоре Кантакузин у Селимврији (Силиври) детаљно су описали византијски писци. Следеће године, султан Орхан I и султанија Теодора Кантакузин Османоглу су посетили његовог царског таста у Ускудару, (тадашњем Хрисопољу), предграђу Константинопоља на азијској страни Босфора, где је био приказан празнични сјај. Међутим, ова блиска веза се погоршала када су Византинци патили од пљачкашких туркоманских група које су прешле Мраморно море и Дарданеле и опљачкале неколико градова у Тракији. После низа таквих јуриша, Византинци су морали да користе надмоћне снаге да се изборе са њима.
Ибн Батута је дао следећи извештај о султану Орхану I током његове владавине:
Највећи од краљева Туркомана и најбогатији богатством, земљом и војним снагама. Он поседује скоро стотину тврђава, и већину свог времена непрестано их обилази, остајући у свакој тврђави неколико дана да би је довео у добро и испитао њено стање. Прича се да ни у једном граду није остао читав месец. Такође се непрестано бори са неверницима и држи их под опсадом.
- Ибн Батута.

### Учешће у рату два Јована
Освојивши највећи део западне Анадолије, султан Орхан I је узео учешћа у политичким превирањима у тада декадентном Византијском царству женидбом са Теодором, ћерком цара Јована VI Кантакузина. Као цену овог брака, султан Орхан I је 1346. године помогао цару Јовану VI Кантакузину да збаци свог дотадашњег савезника цара Јована V са престола и његове намеснике.
Помаган од Турака, цар Јован VI Кантакузин поправља свој положај. Када је у Цариграду умро његов главни противник, Алексије Апокавк, окренуло се и јавно мишљење у његову корист. Свет је био сит грађанског рата и његових све тежих последица. КантакузИнова странка веровала је у способности свог вође и хтела је, да му, уз компромис са законитим царем, обезбеди власт и утицај у држави. 3. фебруара 1347. отворили су му капије престонице. Цар Јован VI Кантакузин је поново био крунисан за цара и дата му је власт на десет година, када ће царевати сам у име младог цара, који ће постати његов зет, а после тога ће царевати заједно. То измирење није поправило положај Византије.
Као заповедник области према српској граници, од Дидимотике до Кавале је био постављен Кантакузинов син Матија. Он је, као царев син, имао задатак да ободри Грке под српском влашћу и да им да наде на скоро ослобођење. Чим је учврстио свој положај у Цариграду, цар Јован VI Кантакузин шаље посланство цару Душану, у ком му захваљује за учињене услуге и тражи повраћај узетих градова. Цар Стефан Душан је то одбио и Византија напада Србију. Помаган од стране Орханових Турака, којима је један од заповедника био и Орханов син Мурат, касније султан, Матија напада Србе на источној граници, око Кавале. У тим борбама грчко становништво страдало је више од Турака, жељних плена, који нису много бирали коме шта припада, него од самих Срба. Сам поход, због таквог понашања Турака, није много допринео савезницима.

#### Пропадање Византијског царства
Током Орханове владавине као Османског емира, Византијско царство је опадало – делом због амбиција италијанских поморских држава и агресије Туркомана и других Турака, али и због грађанских ратова унутар царства.
Током ових година, Византијско царство је постало толико слабо да је комерцијална превласт у околним морима око њега постала кост свађе за италијанске поморске трговачке градске државе. Република Ђенова је поседовала Галату, посебан ђеновљански град преко пута Златног рога од самог Константинопоља. Ђеновљани су се борили против Византинаца раније 1348. године када су Византинци смањили своје царинске тарифе да би привукли трговину на византијску страну Златног рога. 1352. године, ривалство у трговини довело је до рата између Ђенове и Венеције. Ђеновљани су, пружајући отпор млетачкој флоти која је напала њихове бродове у Златном рогу, бомбардовали морске зидине Цариграда и гурнули Византинце да се удруже са Млечанима. Млечани су окупили велику поморску снагу, укључујући изнајмљене флоте краља Переа IV од Арагона и из Византијског царства цара Јована VI Кантакузина. Поморска битка између млетачке флоте под командом Никола Пизанија и ђеновешке флоте под Паганином Доријем довела је до пораза Млечана и њихових византијских савезника. Султан Орхан I се супротставио Млечанима, чије су флоте и гусарски напади ометали његове провинције са мора, и који су његове дипломате дочекали с презиром. Млечани су били савезници цара Јована VI, па је султан Орхан I послао помоћне снаге преко мореуза у Галату, које су тамо сарађивале са Ђеновљанима.
Усред невоље и збрке коју је Византијско царство сада претрпело, Орханов најстарији син, Сулејман-паша, заузео је замак Цимпе (Цинби) храбрим потезом који је Турцима дао трајно упориште на европској страни мореуза Дарданела. Такође је почео да насељава досељене Туркомане и Турке у стратешки град и замак Гелиболу (Галипоље), који је био разорен јаким земљотресом и због тога су га његови становници напустили. Сулејман је одбио разне финансијске понуде које је понудио цар Јован VI да напусти замак и град. Цар Јован VI је замолио свог зета султана Орхана I да се лично састане и разговара о томе, али је захтев или одбијен или није могао да се изврши због Орханове старости и лошег здравља.
Ова војна ситуација остала је нерешена, делом и због избијања непријатељстава између цара Јована VI и његовог цара - савладара и зета Јована V Палеолога. Цар Јован V је збачен са свог царског положаја и прогнан на Тенедос; Кантакузенов син Матија је крунисан за цара - савладара. Али врло брзо се цар Јован V вратио из изгнанства уз помоћ Венеције и извршио државни удар, преузимајући власт у Цариграду. Иако су се двојица царева договорила да поделе власт, цар Јован VI је дао оставку на своју царску функцију и замонашио се. Сваки од ова два претендента за власт непрестано је тражио Орханову помоћ против другог, а султан Орхан I је подржавао страну која би била од користи Османлијама.

### Рат против Србије
После тога Турци настављају пљачке по Византијским територијама и по јужној Бугарској. Византија их позива у рат против Српског царства. Лако су освојили град Бер, искористивши скеле постављене за оправку градских зидина. Градска посада српска је била разоружана, па пуштена, а немачки најамници могли су изаћи слободно са свом опремом. Одмах, чим су добили тај град, Срби су довели доста велику посаду и прегли су одмах са огромним бројем радника (говорило се о 10.000) да обнове његове бедеме, и то у великом обиму, како би се у град могао склонити не само што већи број људи, него и стоке, и то са местом за пашу. Његов губитак изазвао је због тога врло мучан утисак, тим више што је притом било и издаје. После Бера пали су Воден, Острово, Нотија. У овим освајањима знатна удела су имали Турци. Напад на град Србицу храбро је одбио војвода Прељуб, иако се грчко становништво одмах споразумело са нападачима. О предаји Византији су сад размишљали и хрисопољски заповедник Брајан, заповедник Гинекокастра Вук, па чак и угледни српски војсковођа Хлапен. Када се цар Душан Силни вратио на југ повратио је све изгубљене територије.

### Османски односи на Балкану
У Малој Азији је њихово систематско продирање лишило Грке њихових главних градова и богатих области и сатерало их до саме обале. Кад су први већи Орханови одреди стигли у Цариград, свет их је тамо дочекао с радосним клицањем, не само зато што су Грци били радосни ради доласка нових помоћника, него и што су ти помоћници представљали стварну снагу. Да су ти помоћници били понекад далеко од тога да служе као просто оруђе Грцима видело се већ досад у више прилика.
Турци су показали прави интерес за Европу. Њихови први одреди нису били ништа друго него обичне помоћне чете, које слушају наредбе својих господара, али су врло брзо те помоћне чете постале нека врста извидница. Чим су Турци видели, како стоје ствари у Европи, каква је снага њихових грчких послодаваца и како је богат плен коме се с оне стране Дарданела могу надати, они су се лако решили да искористе то стање и то ново подручје. Османлије нису, као ни други пљачкаши, пазили много на то да ли ће оштетити своје најмодавце, а нарочито онда, кад ти најмодавци не врше према њима примљене обавезе.
Рачунајући с тим, цар Стефан Душан Силни намисли да турске чете или премами на своју страну или да их одврати од помагања Византије. Стога шаље једно своје посланство у Бурсу и нуди султану Орхану I ништа мање него своју кћер за жену. Бар тако говори Нићифор Григора. Султан Орхан I је српско посланство примио с чашћу и отпратио га с даровима, али оно није доспело да се здраво и читаво врати у Србију. Једна грчка чета, коју је водио намесник Халкидика, пресрела је код Родоста српско посланство и њихову турску пратњу, затим је један део људи побила, а други заробила. Тај поступак веома је огорчио Турке и само велико унижење цара Јована VI Кантакузина могло је да смири султана Орхана I. Цар Душан Немањић је свакако ишао за тим, да Византију сасвим осами и да је онда, слабу и растрзану, савлада без тежих напора. Његове планове није било тешко прозрети.

### Прелазак у Европу
У великој поморској бици пред Цариградом, 13. фебруара 1352, Млечани са својим грчким пријатељима не могоше савладати ђеновску флоту, која је била у савезу са Орханом. Уплашен тим неуспехом, Кантакузен се поче трудити, да се измири с Ђеновом и њиховим турским савезницима. Учинио је то несумњиво стога, што му је било јасно, да је немогућно водити борбу на толико фронтова и одржати се против свих напасти. Сукоб с царем Јованом био је поново на помолу.
Већ у лето 1352. водио је млади цар борбе с Кантакузеновим сином Матијом, само ускоро пожури отац у помоћ. Да се осигура за нове сукобе и да не би губио времена у превозу чета, Кантакузен понуди Турцима град Чимпу на Галипољу. Ови су примили понуду и 1352. прешли су у Европу, на одређено место, ако и не с намером да ту оснивају нову државу, да у Европи добију јако упориште за своје акције. Њихов прелазак у Европу, према томе, ако и није био завојевачки, с већим планом, није ипак био ни онако случајан како се понекад хтело да прикаже.
Стојан Новаковић је рекао једном приликом: 
| „ | Све грчке странке из опалога Источног римског царства служиле су се Турцима непрестано и у свима приликама како против унутрашњих тако и против спољних непријатеља. Немоћ и страно слепило политичкога супарништва водили су Турцима руку и показивали им шта треба да раде. | ” |

Цар Јован, видећи припреме Кантакузенове и бојећи се да сам прими борбу против њега и његових опасних савезника, обрати се за помоћ српском и бугарском цару. Да покаже своје искрене намере он је послао Душану као таоца свог брата Михаила. Тај акт најбоље показује значај Душанове личности и сарадње и однос византијског цара према њему. Душан се одазвао том позиву, који је био приправљен читавим његовим политичким радњом последњег времена. Одазвали су се и Бугари. Српску коњицу водио је казнац Градислав Бориловић. Близу градића Емпитија дође до борбе с Орхановим Турцима. Боља и окретнија турска коњица савлада Србе, уморне с далека пута, док Бугари побегоше, а Грци падоше у плен. Та битка решила је борбу. Као победник Кантакузен прогласи свог зета лишеним престола, а за савладара је поставио сина Матију. Цар Јован се повукао у Солун.
Притисак Турака осећао се све више. Њихове коњичке чете, сурове и грабљиве, нису водиле много рачуна о становништву подручја кроз која су пролазиле и од њих је наскоро процвилео и савезник и душманин. Непријатељи Кантакузенови бацали су кривицу за ту напаст на њега и имали су у том правцу доста успеха код света који је страдао и био киван и огорчен. Кантакузен је и сам увиђао, да му нови савезници почињу постајати опасан терет. Он стога куша да их се ослободи. Али сва његова настојања, па чак и богате новчане понуде, да се Турци врате у Азију остају без успеха. Друга беда, која је задесила јужну Тракију, а коју Турци одмах искористише, беше страховити земљотрес од 2. марта 1354. Од њега нарочито настрада Галипоље. Турци, предвођени Орхановим сином, Сулејман пашом, у великом броју, из Чимпе и нарочито из Азије, нагрнуше у опустели град и крај и поседоше га. Земља би одмах подељена у спахилуке и уведене турске власти. Узимање земље и поседа извршено је насилно, без много обзира према стародалницима. Тако се Турци угнездише на Балканском полуострву.
Долазак Турака у Европу донео је опасан елеменат за њену безбедност. Силни Орхан, са својом организаторском способношћу и јаком руком, беше створио од њих одличну војничку снагу и домало политичког чиниоца прворазредног значаја. "Са старинским вештинама пустињског разбојника спајају ови нови малоазијски Турци финесе њихових грчких суседа". Нагли развој раније запуштене Брусе, њихове престонице од 1326. год., давао је довољно доказа чак о конструктивној вредности њених господара. Сматрати Турке овог времена као просте пљачкашке хорде, које је само пук случај довео у повољну ситуацију, сасвим је погрешно и неисторијски. Код њих је, у ово време, владала једна воља, која је добро знала шта хоће и имала шири интерес.
Опасност од Турака опазили су доста рано сви суседи. Гомиле бегунаца са Галипоља доспеше до самог Цариграда, где су са ужасом причале о турској најезди. На Кантакузена диже се општа повика и гнев. Он постаде једна од најнепопуларнијих личности, јавно окривљаван због довођења Турака у Европу. И он сам увиђао је своју погрешку, али касно. Заузевши Галипоље, Турци су на његове протесте с иронијом одговарали, да они нису прекршили уговора, нити се огрешили о савезнике; они су само посели места потпуно напуштена. Узбуђена маса у престоници, незадовољна Кантакузеном, поче прилазити у редове странке младог цара Јована. Још ове исте године, 22. новембра 1354, успеше његове присталице да Јована доведу у Цариград и сруше Кантакузена. Осећајући се крив и одговоран, Кантакузен изгуби старо присуство духа и не покуша нов војнички отпор, него се помири са својим новим монашким чином, који је значио одрицање од сваке светске сујете. Као монах Јоасаф (од 10. децембра 1354.), предавши се богословским студијама и писању хисторије свога времена, Кантакузен је умро у дубокој старости 1383. године.

### Ширење у Тракији
Угнездивши се на Галипољу, Турци брзо шире своја освајања. Још 1354. год. узели су Кипселу, на доњем току Марице, и Малград, па су затим продужили пљачке и походе дуж читаве обале Мраморног Мора све до Цариграда. Од раније научени на плен на бугарском подручју они 1354/5. год. почињу да проваљују и преко бугарске границе. Једна бугарска хроника говори, да су допрли чак до Софије. У сукобима с турским одредима цар Јован Александар изгубио је два своја сина, од којих му је Михајло био наследник и савладар.
Цару Душану су Турци задавали бриге, јер су сваким даном постајали видно јачи и агресивнији. Оном ко је мислио да иде даље према Истоку и Цариграду они су представљали ако не несавладљиву, свакако опасну препреку. Сметали су чак и у поседу стеченог. Брзи, лако покретни, смели, вешти ратници, они су српској војсци задали већ дотад два-три осетна ударца. Ако им се за времена не пресече даље укорењивање у Тракији, они, са својим јаким резервама у Малој Азији, могу доста брзо постати не само врло непогодан сусед, него можда и такмац за питање византијског наслеђа. Због тога Душан долази на мисао, да једном већом акцијом учини крај њиховом задржавању у Европи. Али, да би могао према њима развити своју пуну снагу, требало је да добије слободне руке на другим странама, нарочито на северу, где су Угри у последње време, од 1353. год., почели показивати своје старо непријатељско расположење. Требало је и иначе помирити западни свет, посебно талијанске републике и француски двор, са српском акцијом у Тракији, којој би непосредни циљ био одбијање Турака, а посредни, готово сигурно, посед Цариграда. Можда је цар желео, да се у његовој борби с Турцима не нађе на противничкој страни која хришћанска сила, можда Ђенова, стари пријатељ Турака и Душану и Србији не баш пријатељска ради њихових веза са Млецима. Стога свега, Душан решава да се обрати папи, да му понуди унију своје цркве с римском, а да папа зато њега призна и прогласи "капетаном Хришћанства", борцем за веру, и да га тако заштити од непријатељства других хришћанских држава.

### Паника у Византији
Душан се надао да ће му догађаји у Византији из друге половине 1354. год. знатно помоћи да се приближи свом давном циљу. Борбе између старог Кантакузена и младог цара нису биле завршене падом Кантакузена. Очеву борбу наставили су Кантакузенови синови, иако су добро осећали колико им успеху смета огорчење које је завладало против њиховог оца. У широком народу, који је највише страдао, страх од Турака претварао се понегде у панику. Један млетачки извештај из Цариграда од 6. августа 1354. говорио је, да би тамошњи грађани пристали и на туђу власт, чак и на млетачку или српску, само ако би та могла да их заштити од азијатског савезника.

### Пропаст Кантакузина
После смрти цара Душана у Србији избијају међусобице, а чим је за њих сазнао Матија Кантакузин напао је у заједници с једним турским одредом од неких 5.000 људи српско подручје, мислећи да ће на доста лак начин моћи да га поврати својој држави. Али, мимо очекивања, наишао је под Сером на добро спремљену српску војску, коју је водио ћесар Војихна. Грци и Турци су били потучени и нагнани у бег. Сам цар Матија, се сакрио у неком тршчару близу Филипија, али су га ту пронашли ловачки пси. Ухваћеног, Срби су га предали његовом противнику цару Јовану V Палеологу, по наредби царице мајке Јелене, која се налазила у свом серском граду, где је задржала власт, иако се одмах по Душановој смрти замонашила, и постала монахиња Јелисавета.

## Смрт
Орхан је био најдуговечнији и владао је скоро највише од будућих османских султана. У последњим годинама, већину државних моћи препустио је рукама свог другог сина Мурата и живео је повучено у Бурси.
Године 1356, Орханов син Халил је био киднапован. Један од ђеновашких трговаца је успео да уочи младог принца и да га ухвати, а затим одведе на територију под ђеновском власти. Орхан је био веома бесан и успео је да наговори његовог зета Јована Палеолога да покуша да врати Халила. Јован је успео да га врати, плативши киднаперима 100 хиљада византијских иперпира.
1357. године Орханов најстарији и најискуснији син и вероватно наследник, Сулејман паша, умро је после повреда задобијених падом с коња у близини обале Мраморног мора. Коњ са којег је Сулејман пао сахрањен је поред њега и њихове гробнице се могу видети и данас. За Орхана је речено да га је веома погодила смрт његовог сина.
Орхан је убрзо умро, вероватно из природних разлога. Чини се прилично вероватним да је смрт његовог сина, међутим, била штетна за његово здравље. Орхан је умро 1362. године у Бурси, у доби од осамдесет година, након тридесет шест година владавине. Сахрањен је у турбе (гробници) са супругом и децом у Gümüşlü Kumbet, Бурси.

## Супруге и потомство

### Супруге
Султан Орхан I је имао најмање седам супруга:
- Бајалун Хатун. Такође се назива, међу различитим варијантама, Баилун, Билун, Суилун, Биливен и Ниливен. Можда је била кћерка текфура Билечика коју су Османлије киднаповале током напада на тврђаву њеног оца и дале Орхану за конкубину 1299. године. Године 1331. била је супруга султана Орхана I која је дочекала Ибн Батута у Бурси.[16][17][19][20]
- Ефендизе Хатун. Такође се звала Ефенди, Ефтендизе или Ефендире Хатун, била је ћерка Акбашли Гундуз бега, брата султана Османа I, а тако и Орхановa рођака. Била је мајка Сулејман-паше, најстаријег и омиљеног Орхановог сина.[17][19][21][22]
- Аспорча Хатун. Племкиња византијско-грчког порекла, рођена Холофира, Оливера или Глафира. Била је Орханова прва законита супруга и мајка два сина и две ћерке. Њено порекло није познато.[23] Почивалиште Аспорче налази се у гробници султана Орхан I у Бурси у Турској. Имали су најмање четворо деце.
- Мелек Хатун. Била је ћерка Мелик-бега, сина султана Османа I, а самим тим и Орханова синовица. Била је мајка Султаније Хатун.[21]
- Нилуфер Хатун. Хришћанска робиња грчког порекла, мајка Орхановог наследника султана Мурата I. 1299. године,  султан Орхан I се оженио Нилуфер Хатун, ћерком емира од Јархишара или византијска принцеза Хелена (Нилуфер), која је била грчког порекла.[24][25]
- Теодора Кантакузин. Ћерка цара Јована VI Кантакузина и Орханова друга законита супруга, удала се за султана Орхана I 1346. године. Након удаје је остала хришћанка. Мајка Халил Бега.
- Теодора Немањић (умрла 1352/1354. године). Ћерка цара Стефан Уроша IV Душан Силног Немањића и царице Јелене Страцимировић од Бугарске. Удала се за Орхана око 1351. године, када је њему било седамдесет, док је њој било дванаест.[16]

1351. године, султан Орхан I Османоглу и цар Стефан Урош IV Душан Силни Немањић од Србије преговарали су о потенцијалном савезу. Било је предлога да се Душанова ћерка Теодора уда за султана Орхана I, или за једног од његових синова. Међутим, српске дипломате напао је деспот Нићифор II Орсини, након чега су преговори престали, брак се није догодио, а Србија и османска држава наставиле су непријатељство.

### Синови
Султан Орхан I је имао најмање шест синова:
- Сулејман-паша (око 1316 - 1357). Најстарији познати син и планирани наследник који је био архитекта османског ширења у Тракији. Умро је од последица задобијених након пада са коња, а сахрањен је заједно са коњем у Болајиру, северно од Галипоља, где се њихови гробови могу видети и данас. Син је Ефендизе Хатун.
- Мурат I (1319/1326 - 15. јуна 1389). Убио га је Милош Обилић током Косовске битке.[28][29] Син је Нилуфер Хатун, наследио је оца на престолу.
- Халил (1347–1362). Још док је био дете, ђеновљански гусари су га киднаповали. Византијски цар и његов будући таст Јован V Палеолог је платио његово пуштање на слободу. Халил се оженио принцезом Иреном Палеолог, која је била ћерка цара Јована V Палеолога и царице Јелене Кантакузин.
- Ибрахим бег, гувернер Ескишехира (1316–1362). Погубљен је по наредби његовог полубрата султана Мурата I. Син је Аспорче Хатун.
- Фулерефулах-бег, син је Аспорче Хатун.
- Касим - бег (умро 1346. године).

### Ћерке
Султан Орхан I је имао најмање четири ћерке:
- Фатма Хатун - ћерка Аспорче Хатун. Сахрањена у очевој гробници (Бурса).
- Селчук Хатун - ћерка Аспорче Хатун. Удала се за Сулејман - бега, сина емира Мехмеда од Ајдина.
- Хатиџе Хатун, удата за Сулејман-бега, сина Савџи-бега и преко њега унука Османа I. Имали су два сина, Хамза бега (који је имао сина Мехмед бега) и Мустафа бега (који је имао сина Осман бега), и две ћерке, Илалди Хатун и Фатму Хатун.
- Фулане Султан Хатун (1324-1347) - ћерка Мелек Хатун.

## У популарној култури
Лик султана Орхана I приказан је у турској серији Kuruluş "Osmancık", из 1988. године.

## Породично стабло
|  |                            |  |  |  |  |  |  |  |  |  |  |  |  |  |  |  |
|  | 8. Сулејман Шах            |  |  |  |  |  |  |  |  |  |  |  |  |  |  |  |
|  |                            |  |  |  |  |  |  |  |  |  |  |  |  |  |  |  |
|  |                            |  |  |  |  |  |  |  |  |  |  |  |  |  |  |  |
|  | 4. Ертугрул                |  |  |  |  |  |  |  |  |  |  |  |  |  |  |  |
|  |                            |  |  |  |  |  |  |  |  |  |  |  |  |  |  |  |
|  |                            |  |  |  |  |  |  |  |  |  |  |  |  |  |  |  |
|  | 9. Хајме Хатун             |  |  |  |  |  |  |  |  |  |  |  |  |  |  |  |
|  |                            |  |  |  |  |  |  |  |  |  |  |  |  |  |  |  |
|  |                            |  |  |  |  |  |  |  |  |  |  |  |  |  |  |  |
|  | 2. Осман I                 |  |  |  |  |  |  |  |  |  |  |  |  |  |  |  |
|  |                            |  |  |  |  |  |  |  |  |  |  |  |  |  |  |  |
|  |                            |  |  |  |  |  |  |  |  |  |  |  |  |  |  |  |
|  | 5. Халиме Хатун            |  |  |  |  |  |  |  |  |  |  |  |  |  |  |  |
|  |                            |  |  |  |  |  |  |  |  |  |  |  |  |  |  |  |
|  |                            |  |  |  |  |  |  |  |  |  |  |  |  |  |  |  |
|  | 1. Орхан Гази              |  |  |  |  |  |  |  |  |  |  |  |  |  |  |  |
|  |                            |  |  |  |  |  |  |  |  |  |  |  |  |  |  |  |
|  |                            |  |  |  |  |  |  |  |  |  |  |  |  |  |  |  |
|  | 6. Шејх Едебали            |  |  |  |  |  |  |  |  |  |  |  |  |  |  |  |
|  |                            |  |  |  |  |  |  |  |  |  |  |  |  |  |  |  |
|  |                            |  |  |  |  |  |  |  |  |  |  |  |  |  |  |  |
|  | 3. Рабиа Бала Малхун Хатун |  |  |  |  |  |  |  |  |  |  |  |  |  |  |  |
|  |                            |  |  |  |  |  |  |  |  |  |  |  |  |  |  |  |
|  |                            |  |  |  |  |  |  |  |  |  |  |  |  |  |  |  |